# Lenguas kele-tsogo
Las lenguas kele-tsogo son una propuesta de grupo filogenético dentro de las lenguas bantúes, que en la clasificación de Guthrie pertenecen a los grupos B.10-30. De acuerdo con Nurse y Philippson (2003), el grupo incluye:
- Lenguas kele (B.20)
- Tsogo-Myene
  - Myene (B.10)
  - Lenguas tsogo (B.30)

## Comparación léxica
Los numerales para diferentes ramas de las lenguas kele-tsogo son:
| GLOSA | PROTO- KELE      | Myene    | PROTO- TSOGO | PROTO- KELE- TSOGO |
| ----- | ---------------- | -------- | ------------ | ------------------ |
| '1'   | *-wotu / *-mootu | mɔ̀ɾì     | *-wo / *moti | *-wo / *moti       |
| '2'   | *-balɛ           | mbànì    | *-bali       | *-bali             |
| '3'   | *-ʦatu ~ *-tʰatu | ʧáɾó     | *-tʰato      | *-tʰatu            |
| '4'   | *-nai            | náyì     | *-nai        | *-nai              |
| '5'   | *-taːnu          | òtání    | *-tani       | *-taːnu            |
| '6'   | *n-toba          | òɾówá    | *mo-toba     | *n-toba            |
| '7'   | *-ʦaːmbi         | 6 + 1    | *ʦambwi      | *-ʦaːmbi           |
| '8'   | *mwambi          | è-nánáyì | *ɣe-nana     | *-nana             |
| '9'   | *-bwa            | 10 - 1   | *buka        | *-bwa              |
| '10'  | *-kumi ~ *-ʤumi  | ìɣómí    | *n-ʣima      | *-kumi ~ *-ʤumi    |